# Taça Geraldo Cleofas Dias Alves
A Taça Geraldo Cleofas Dias Alves foi uma partida disputada no dia 6 de outubro de 1976 entre a Seleção Brasileira de Futebol e o Clube de Regatas do Flamengo, organizada pela CBF e em homenagem ao ex-jogador do Flamengo Geraldo Cleofas Dias Alves, mais conhecido como Geraldo Assoviador, morto dias antes da partida. Toda a renda desta partida - cerca de 3 milhões de cruzeiros - foi doada à família do Geraldo, que era considerado uma grande promessa do Flamengo e da Seleção Brasileira, e que morreu precocemente na mesa de cirurgia, devido a um choque anafilático, quando operava as amídalas.
Entre os 142.404 presentes no estádio estavam Eurico Gaspar Dutra, o governador do Rio, Faria Lima, e o presidente do Brasil Ernesto Geisel. Na sua comitiva também estavam cinco ministros, entre eles o chefe da Casa Civil, Hugo de Abreu, e os presidentes da Câmara dos Deputados, Célio Borja, e do Congresso, senador Magalhães Pinto. Também participou do encontro o presidente da CBD, almirante Heleno Nunes, além de presidentes de empresas estatais.

## A Partida
Para esta partida, o Flamengo entrou em campo vestindo calções negros, que a equipe utilizava apenas em sinal de luto, como nos jogos subsequentes à morte do presidente Gilberto Ferreira Cardoso, em 1955. O time era comandado há pouco menos de um mês pelo então novato Cláudio Coutinho, que substituiu no cargo o veterano Carlos Froner.
Para homenagear Geraldo, a Seleção Brasileira - que nesta partida fora dirigida por Mário Travaglini, que substituiu Oswaldo Brandão, que se recuperava de uma cirurgia - foi formada por vários campeões do mundo em 1970. Entre os veteranos do tricampeonato do México, estavam em campo craques como Rivelino, Paulo César Caju, Jairzinho e até Pelé, que jogou apenas um tempo. Já no grupo dos mais jovens vestiram a camisa amarelinha Leão, Zé Maria, Gil e Valdomiro, entre outros.
No intervalo do jogo, Pelé, ao lado de Carlos Alberto Torres e Leão, entregou uma placa de prata a Geisel. Era um agradecimento dos jogadores brasileiros pela regulamentação da profissão.
Comandado por Zico, destaque da noite no Maracanã, o Flamengo abriu o placar logo aos cinco minutos de jogo. Após um passe em profundidade do Galinho de Quintino, Paulinho entrou pela direita e, diante da saída do goleiro Félix, tocou para as redes. E aos 11 minutos Luís Paulo marcou o segundo gol na equipe desentrosada dirigida por Mário Travaglini. Do outro lado do campo, Cantareli teve pouco trabalho, exceto numa cabeçada de Pelé que lhe obrigou a fazer boa defesa.

## Ficha Técnica da Partida
| 6 de outubro de 1976 | Flamengo                     | 2 – 0 | Brasil | Maracanã, Rio de Janeiro                  |
|                      | Paulinho 5' · Luís Paulo 11' |       |        | Público: 142,404 Árbitro: Armando Marques |

| Flamengo | Brasil |

| G                | 1  | Cantareli              |  |                 |
| LD               | 2  | Dequinha               |  |                 |
| Z                | 3  | Jaime de Almeida       |  | Substituído     |
| Z                | 4  | Rondinelli             |  | Substituído     |
| LE               | 5  | Júnior                 |  |                 |
| V                | 6  | Merica                 |  | Substituído     |
| V                | 8  | Tadeu                  |  | Substituído     |
| M                | 10 | Zico                   |  | Substituído     |
| A                | 7  | Luís Paulo             |  | Substituído     |
| A                | 9  | Paulinho               |  | Substituído     |
| A                | 11 | Luisinho               |  | Substituído     |
| Substituições:   |    |                        |  |                 |
|                  |    | Andrade                |  | Entrou em campo |
|                  |    | Paolino                |  | Entrou em campo |
|                  |    | Zé Roberto             |  | Entrou em campo |
|                  |    | Dendê                  |  | Entrou em campo |
|                  |    | Júlio César Uri Geller |  | Entrou em campo |
|                  |    | Adílio                 |  | Entrou em campo |
|                  |    | Júnior Brasília        |  | Entrou em campo |
|                  |    | Marciano               |  | Entrou em campo |
| Treinador:       |    |                        |  |                 |
| Cláudio Coutinho |    |                        |  |                 |

| G                | 1  | Félix                 |  | Substituído     |
| LD               | 2  | Carlos Alberto Torres |  | Substituído     |
| Z                | 3  | Marinho Peres         |  | Substituído     |
| Z                | 4  | Piazza                |  | Substituído     |
| LE               | 5  | Marco Antônio         |  | Substituído     |
| V                | 6  | Clodoaldo             |  |                 |
| M                | 8  | Rivelino              |  | Substituído     |
| M                | 7  | Jairzinho             |  | Substituído     |
| A                | 10 | Pelé                  |  | Substituído     |
| A                | 9  | Paulo César Cajú      |  | Substituído     |
| A                | 11 | Edu Coimbra           |  | Substituído     |
| Substituições:   |    |                       |  |                 |
| G                | 12 | Emerson Leão          |  | Entrou em campo |
|                  | '  | Wladimir              |  | Entrou em campo |
|                  | '  | Zé Maria              |  | Entrou em campo |
|                  | '  | Beto Fuscão           |  | Entrou em campo |
|                  | '  | Rodrigues Neto        |  | Entrou em campo |
|                  | '  | Ademir da Guia        |  | Entrou em campo |
|                  | '  | Gil                   |  | Entrou em campo |
|                  | '  | Dario                 |  | Entrou em campo |
|                  | '  | Neca                  |  | Entrou em campo |
|                  | '  | Valdomiro             |  | Entrou em campo |
| Treinador:       |    |                       |  |                 |
| Mário Travaglini |    |                       |  |                 |

## Campeão
| Taça Geraldo Cleofas Dias Alves |
| ------------------------------- |
| Flamengo Campeão                |